# موسى إفيونغ
موسى إفيونغ (بالإنجليزية: Moses Effiong) هو لاعب كرة قدم نيجيري في مركز حراسة المرمى، ولد في 4 أكتوبر 1959 في نيجيريا. شارك مع منتخب نيجيريا تحت 23 سنة لكرة القدم ومنتخب نيجيريا لكرة القدم. أما مع النوادي، فقد لعب مع شاركس وشوتينغ ستارز.

## وصلات خارجية
- موسى إفيونغ على موقع الاتحاد الدولي (مؤرشف)  (الإنجليزية)
- موسى إفيونغ على موقع أوليمبيديا (الإنجليزية)